# Apamea schawerdae
Apamea schawerdae là một loài bướm đêm trong họ Noctuidae.